# المشروع الوطني للطاقة الذرية
المشروع الوطني للطاقة الذرية مشروع أنشأته السعودية كخيار استراتيجي لتطوير قطاع الطاقة في الدولة، وتهيئة مناخ صديق للبيئة، عن طريق دمج الطاقة الذرية التي تستخدم في توليد الكهرباء ضمنمزيج الطاقة الوطني، ولاستثمار جميع الموارد الطبيعية، ومواجهة التحديات التي تعترض قطاع الطاقة في الدولة، مثل: الزيادة المستمرة في استهلاك الوقود الأحفوري، والتي تنتج عادةً عن تنامي الطلب على الطاقة في القطاعين السكني والصناعي. أنشئ المشروع بموافقة من مجلس الوزراء السعودي في يوليو 2017، بناء على التوصية التي رفعها مجلس الشؤون الاقتصادية والتنمية برئاسة ولي العهد الأمير محمد بن سلمان.

## مكونات المشروع
ظهرت المكونات الرئيسية للمشروع، بعد الدراسات التي أعدتها مدينة الملك عبدالله للطاقة الذرية والمتجددة، وهي:
- المفاعلات النووية الكبيرة
- توطين تقنيات وبناء المفاعلات الذرية الصغيرة المدمجة
- دورة الوقود النووي
- التنظيم والرقابة